# Philip Henry Sheridan
Philip Henry Sheridan (Albany, 6 marzo 1831 – Nonquitt, 5 agosto 1888) è stato un generale statunitense.
Ufficiale di carriera dell'esercito statunitense, divenne generale dell'Unione nella Guerra civile americana. La sua carriera merita di essere ricordata per la rapida promozione al grado di Maggior Generale e per la sua stretta connessione con quella del Generale in capo Ulysses S. Grant, che trasferì Sheridan dal comando di una divisione operativa nel teatro bellico occidentale per affidargli il comando dei corpi di cavalleria dell'Armata del Potomac nell'Est. Nel 1864 sconfisse le forze confederate nella Campagna della Valle dello Shenandoah del 1864. Per aver distrutto le infrastrutture economiche della Valle dello Shenandoah, fu chiamato dai suoi abitanti The Burning (l'incendiario), distinguendosi per essere stato il primo a far uso della tattica della "terra bruciata" nel corso della guerra. Nel 1865, la sua cavalleria incalzò il generale Robert E. Lee e fu determinante per indurlo alla resa presso Appomattox Court House.
Dopo la Guerra di Secessione, Sheridan condusse nelle Grandi Pianure operazioni belliche contro i nativi americani, le cosiddette Guerre indiane, secondo alcuni storici infangando la propria reputazione a causa del suo razzismo e per certe sue azioni definibili come genocidio vero e proprio.
Come soldato e privato cittadino fu fondamentale per lo sviluppo e la protezione del Parco nazionale di Yellowstone.

## Gioventù
Sheridan affermava di essere nato ad Albany, New York,, terzo figlio di sei di John e Mary Meenagh Sheridan, immigrati dalla parrocchia di Killinkere, County Cavan, Irlanda. Crebbe a Somerset, Ohio. Diventato adulto era alto appena 5 piedi e 5 pollici (1,65 m), una statura che gli procurò il soprannome spregiativo di Little Phil (Piccolo Philip). Abraham Lincoln descrisse il suo aspetto in un famoso aneddoto: "Un ragazzo bruno, tozzo e piccolo, con un tronco lungo e gambe corte, senza abbastanza collo per impiccarlo, con lunghe braccia che, se gli fosse venuto il prurito alle caviglie, avrebbe potuto grattarsele senza piegarsi".
Sheridan lavorò come garzone presso un emporio della sua cittadina e infine come capo degli impiegati e contabile per un grossista di vestiario. Nel 1848 ottenne una nomina per accedere all'Accademia Militare da uno dei suoi clienti, il congressista Thomas Ritchey; Il primo candidato di Ritchey per la nomina fu escluso per aver fallito nella prova di matematica e per la sua "scarsa attitudine". Nel suo terzo anno di permanenza a West Point, Sheridan fu sospeso per un anno per essersi battuto col compagno di classe, William R. Terrill, originario della Virginia. Il giorno prima, Sheridan era stato offeso dal tono usato da Terrill nella piazza d'armi e la sua impulsiva replica fu "Dio di maledica, signore, vi sfido!". Si diplomò nel 1853, 34° nella sua classe di 49 (o 52) cadetti.
A Sheridan fu assegnato un brevetto di sottotenente e fu assegnato al 1º Reggimento Fanteria a Fort Duncan, Texas, quindi al 4º Reggimento Fanteria a Fort Reading, California. La maggior parte del suo servizio col 4° R.F. fu prestata nel NO del Pacifico, a cominciare da una missione di rilevamento topografico nella Valle di Willamette nel 1855, durante la quale fu coinvolto nella Guerra dei Yakima e nella Guerra del fiume Rogue, cumulando esperienza nel condurre piccole unità di combattimento, venendo ferito (un proiettile gli procurò un'escoriazione al naso il 28 marzo 1857 a Middle Cascade, Territorio dell'Oregon), e mettendo a frutto alcune abilità diplomatiche necessarie per i negoziati con le tribù dei nativi. Visse con una compagna durante una parte del suo giro per motivi di servizio: una nativa di nome Sidnayoh (chiamata Frances dalle sue amiche bianche), figlia del capo della tribù dei Klickitat. Sheridan trascurò di ricordare questa relazione nelle sue memorie. Fu promosso tenente nel marzo del 1861, proprio prima della guerra civile, e capitano in maggio, immediatamente dopo Fort Sumter.

## Guerra di secessione

### Fronte occidentale
Nell'autunno del 1861 a Sheridan fu ordinato di spostarsi a Jefferson Barracks, Missouri, perché assegnato al 13º Fanteria. Partì dal suo comando di Fort Yamhill, Oregon, in direzione di San Francisco, passando per l'Istmo di Panama e attraverso New York, fermandosi a casa per una breve licenza. Lungo la strada verso il suo nuovo posto, egli fece una chiamata di cortesia al magg. gen. Henry W. Halleck a St. Louis, che lo trattenne per sfruttarne i servigi e rivedere le registrazioni di carattere finanziario del suo immediato predecessore, il magg. gen. John C. Frémont, la cui gestione del Dipartimento era macchiato da imputazioni di esborsi eccessivi e di frode che avevano lasciato un buco contabile di $12 milioni.
In dicembre, Sheridan fu nominato ufficiale commissario capo dell'Armata del Missouri Sud-Occidentale, ma convinse ilo comandante del Dipartimento, Halleck, di attribuirgli anche la qualifica di Quartiermastro Generale. Nel gennaio 1862, dovette prendere servizio col magg. gen. Samuel Curtis e servì ai suoi ordini nella battaglia di Pea Ridge prima di essere rimpiazzato nella sua posizione presso lo Stato Maggiore di Curtis da un assistente di questo generale. Tornato al QG di Halleck, accompagnò il suo esercito prendendo parte all'Assedio di Corinth e servì come assistente presso il Genio Topografico del Dipartimento, entrando in contatto col brig. gen. William T. Sherman, che gli offrì il grado di colonnello comandante un reggimento di fanteria dell'Ohio. Questa nomina si realizzò, ma Sheridan fu poi aiutato da amici (incluso il futuro Segretario di Stato Russell A. Alger), che fece istanza affinché il governatore del Michigan, Austin Blair, intervenisse in suo favore. Sheridan fu nominato così colonnello del 2º Cavalleria del Michigan il 27 maggio 1862, malgrado la sua carenza d'esperienza nell'arma di cavalleria.
Un mese più tardi, Sheridan condusse le sue prime forze in battaglia, guidando una piccola brigata che includeva il suo reggimento. Nella battaglia di Boonville, 1º luglio 1862, bloccò numerosi reggimenti di cavalleria confederata del brig. gen. James R. Chalmers, deviando un consistente attacco di fianco con una vistosa diversione e riferendo con intelligenza critica quali fossero le disposizioni del nemico. Le sue azioni impressionarono talmente i comandanti di divisione, incluso il brig. gen. William S. Rosecrans, che essi raccomandarono la promozione di Sheridan a brigadier generale. Scrissero ad Halleck, "Brigadieri scarsi; quelli buoni scarsi... I sottoscritti rispettosamente chiedono che si ottenga la promozione di Sheridan. Egli è persona che vale e vale tanto oro quanto pesa". La promozione fu approvata in settembre ma fu datata effettivamente 1º luglio, come ricompensa per le sue azioni a Boonville. Fu proprio dopo Boonville che uno dei suoi ufficiali sottoposti gli dette il cavallo che egli chiamò Rienzi (a causa dello scontro di Rienzi, Mississippi), che avrebbe cavalcato nel corso della guerra.
Sheridan fu assegnato al comando dell'11ª Divisione, III Corpo, nell'Armata dell'Ohio del magg. gen. Don Carlos Buell. L'8 ottobre 1862, Sheridan condusse la sua divisione nella battaglia di Perryville. Malgrado l'ordine ricevuto di non provocare un impegno generale delle forze unioniste finché l'Armata al completo non dosse stata presente, Sheridan nondimeno spinse i suoi uomini molto al di là della linea di fuoco unionista per occupare le disputate scorte idriche a Doctor's Creek. Sebbene gli fosse ordinato di arretrare dal comandante del III Corpo, il magg. gen. Charles Gilbert, i confederati furono spinti dall'imprudente movimento di Sheridan a iniziare la battaglia, un sanguinoso stallo in cui entrambe le parti soffrirono pesanti perdite.
Il 31 dicembre 1862, il primo giorno della battaglia di Stones River, Sheridan anticipò un assalto confederato e posizionò la sua divisione perché fosse preparata. La sua divisione trattenne l'assalto confederato sul suo fronte fino a che le sue munizioni non si esaurirono e furono obbligate ad arretrare. Questa azione fu strumentale per dare all'esercito unionista il tempo di radunarsi in una forte posizione difensiva. Per la sua azione, fu promosso Maggior Generale il 10 aprile 1863 (con ingresso nel rango 31 dicembre 1862) e gli fu attribuito il comando della 2ª Divisione, IV Corpo, Armata del Cumberland. In sei mesi egli ascese dal grado di Capitano a quello di Maggior Generale.
L'Armata del Cumberland si riordinò dopo lo shock subito a Stones River e si preparò per la sua offensiva estiva contro il generale confederato Braxton Bragg. Fu quella di Sheridan la divisione che per prima avanzò contro Bragg nella brillante Campagna di Tullahoma di Rosecrans. Il secondo giorno della battaglia di Chickamauga, 20 settembre 1863, la divisione di Sheridan effettuò una valorosa resistenza a Lytle Hill contro un attacco dei corpi confederati del ten. gen. James Longstreet, ma fu soverchiata. Il comandante dell'Armata, William S. Rosecrans, fuggì verso Chattanooga senza lasciare ordini ai suoi subordinati, e Sheridan, incerto sul da farsi, ordinò alla divisione di arretrare col resto dell'Armata. Solo la divisione del magg. gen. George H. Thomas oppose una salda resistenza. Ricevuta una missiva da Thomas circa la disperata resistenza che i suoi uomini stavano compiendo da soli sul campo di battaglia, Sheridan ordinò alla sua divisione di tornare a combattere, ma essa effettuò un giro vizioso tale da non arrivare prima che la formazione unionista fosse annichilita. Nondimeno il tentativo di Sheridan di tornare in prima linea gli salvò probabilmente la carriera, al contrario di quella di Rosecrans e di alcuni pari grado di Sheridan.
Durante la battaglia di Chattanooga, a Missionary Ridge il 25 novembre 1863, la divisione di Sheridan e quella di Hood, entrambe del IV Corpo d'Armata di George Thomas, infransero le linee confederate in una selvaggia carica che andò oltre gli ordini impartiti e le aspettative di Thomas e di Ulysses S. Grant. Proprio poco prima che i suoi uomini iniziassero a marciare, Sheridan disse loro, «Remember Chickamauga!» ("Ricordate Chickamauga!") e molti gridarono il suo nome mentre avanzavano, come era stato ordinato loro, contro una linea di fucili puntati contro di loro. Affrontando il fuoco nemico che pioveva loro addosso dall'alto, tuttavia, essi continuarono a salire verso la cresta dell'altura da conquistare. Sheridan vide un gruppo di ufficiali confederati che si stagliavano contro il profilo della cresta e gridò «Eccomi!» (Here's at you!). Una granata esplose, lo infangò ed egli aggiunse: «Questo è dannatamente ingeneroso! M'impadronirò di quei cannoni per questo!» La carica unionista ruppe le linee confederate sulla cresta e l'esercito di Bragg dovette precipitosamente ritirarsi. Sheridan impulsivamente ordinò ai suoi uomini d'inseguire Bragg fino al deposito di rifornimenti di Chickamauga Station, ma li richiamò indietro quando capì che il suo era stato l'unico comando impartito in tal senso. Il generale Grant riportò dopo la battaglia: "La nazione e l'Armata del Cumberland sono in debito nei confronti del pronto movimento di Sheridan, così come per il gran numero di prigionieri, di artiglierie e di armamento individuale presi in quella giornata. Se non fosse stato per il suo rapido movimento, non così tanto sarebbe stato realizzato".

### Campagna Terrestre
Confederati
     Unionisti

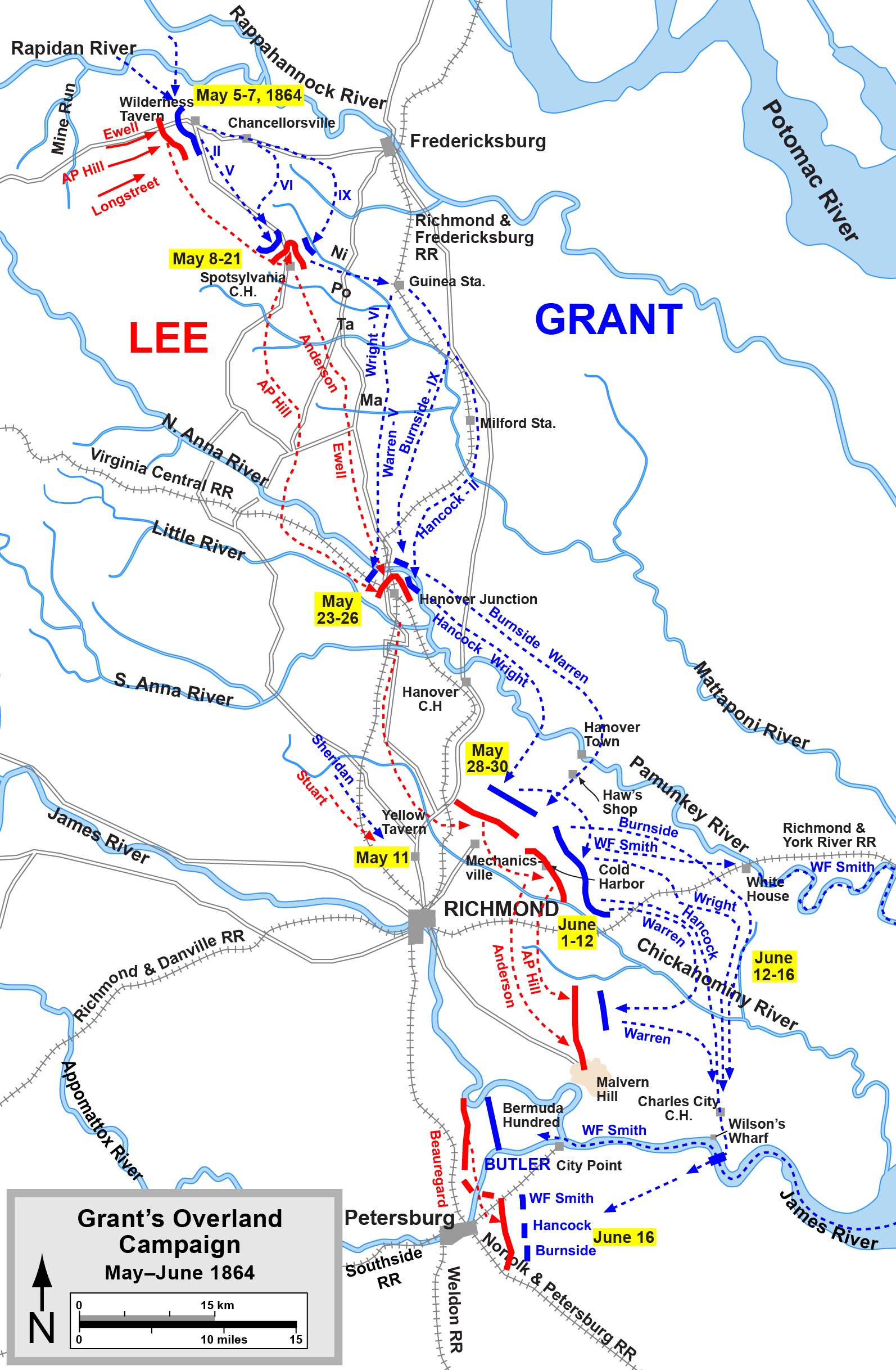
1864 La Campagna Terrestre, dal Wilderness all'attraversamento del fiume James.
Confederati
Unionisti

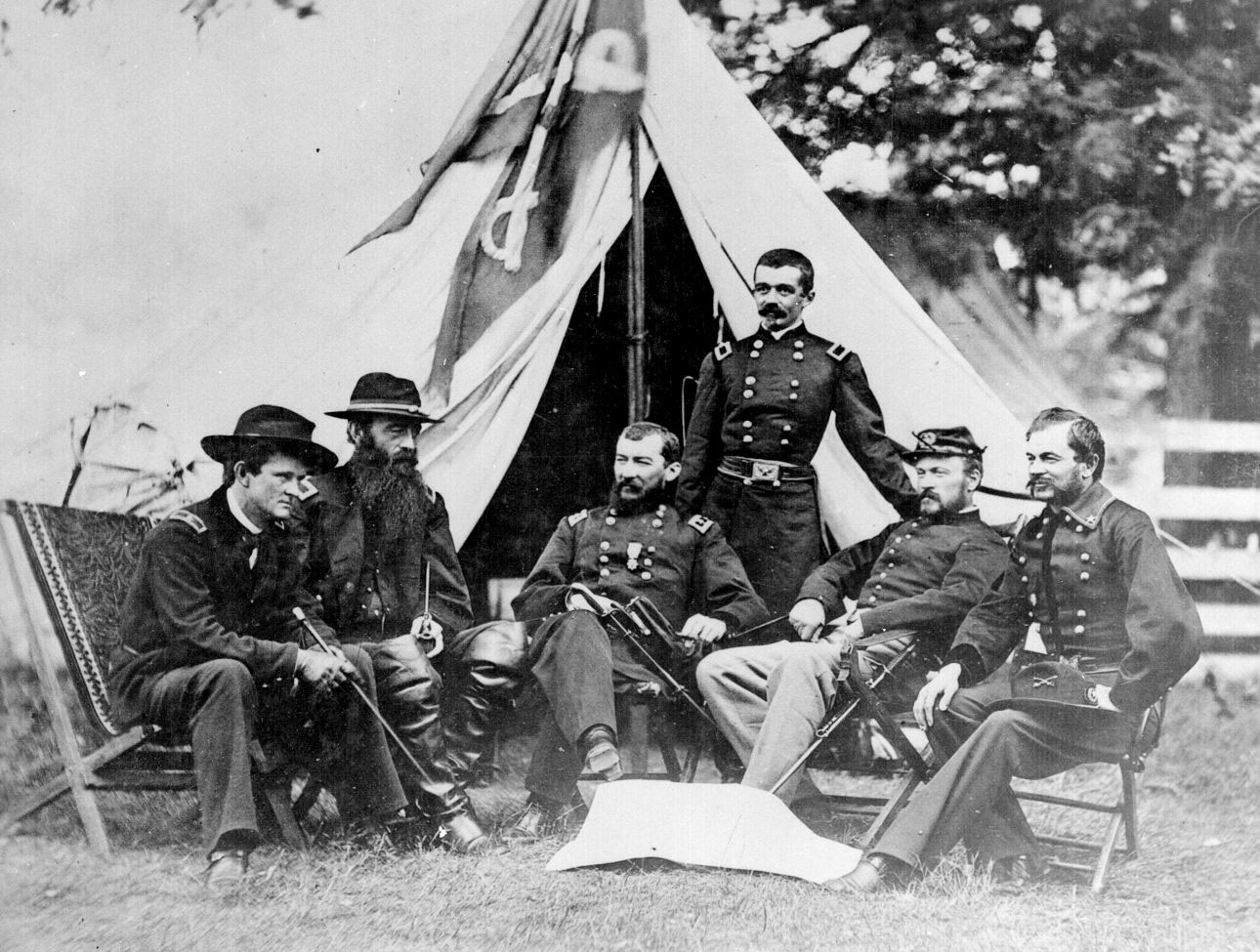
Il magg. gen. Philip Sheridan e i suoi generali davanti alla tenda di Sheridan, 1864. Da sinistra a destra: Wesley Merritt, David McM. Gregg, Sheridan, Henry E. Davies (in piedi), James H. Wilson e Alfred Torbert.

Il gen. Ulysses S. Grant, da poco promosso Comandante Generale di tutti gli eserciti dell'Unione, convocò Sheridan dal fronte orientale d'operazioni perché assumesse il comando dei Corpi di cavalleria dell'Armata del Potomac.
Senza che Sheridan lo sapesse, egli era al momento la seconda scelta di Grant, dopo il magg. gen. William B. Franklin, ma Grant accolse un suggerimento circa Sheridan datogli dal Capo di Stato Maggiore Henry W. Halleck. Dopo la guerra, e nelle sue memorie, Grant rivelò che Sheridan era stato l'uomo giusto che egli voleva per il compito da assegnargli. Sheridan giunse nel QG dell'Armata del Potomac il 5 aprile 1864, meno di un mese prima della partenza della massiccia Campagna Terrestre di Grant contro Robert E. Lee.
Nelle prime battaglie della Campagna, la cavalleria di Sheridan fu relegata dal comandante dell'Armata, il magg. gen. George G. Meade al suo ruolo tradizionale — protezione, esplorazione e scorta dei convogli e della retroguardia — per la comprensibile frustrazione di Sheridan. Nella Battaglia del Wilderness (5 e 6 maggio 1864), il terreno densamente forestato impedì ogni significativo ruolo svolgibile da parte della cavalleria. Non appena l'Armata si mosse attorno al fianco destro confederato in direzione di Spotsylvania Court House, gli uomini di Sheridan non riuscirono a liberare la strada che partiva dal Wilderness, perdendo gli ingaggi lungo la Plank Road il 5 maggio e la Todd's Tavern dal 6 maggio all'8 maggio, permettendo ai confederati d'impadronirsi dei cruciali incroci stradali, prima che le fanterie unioniste potessero arrivare.
Quando Meade rimproverò Sheridan per non aver adempiuto ai suoi doveri di garantire una schermatura e di non aver condotto l'esplorazione come gli era stato ordinato, Sheridan andò direttamente dal superiore di Meade, il gen. Grant, chiedendogli che i suoi corpi fossero assegnati a missioni strategiche in profondità. Grant concordò con lui e dal 9 maggio al 24 maggio lo inviò a compiere un'incursione verso Richmond, sfidando direttamente la cavalleria confederata. L'incursione ebbe meno successo di quanto non si sperasse; tuttavia i suoi soldati ebbero l'occasione di uccidere il comandante della cavalleria confederata, il mag. gen. J.E.B. Stuart a Yellow Tavern l'11 maggio. Il raid non minacciò seriamente Richmond e lasciò Grant senza informazioni provenienti dalla cavalleria per Spotsylvania e North Anna. Lo storico Gordon C. Rhea scrisse, "Impegnando la sua cavalleria lontano da Spotsylvania Court House, Sheridan svantaggiò severamente Grant nelle sue battaglie contro Lee. L'esercito unionista fu privato dei suoi occhi e delle sue orecchie durante i momenti decisivi della Campagna."
Riunendosi all'Armata del Potomac, la cavalleria di Sheridan conseguì una vittoria tecnica a Haw's Shop (28 maggio), ma per un verso le perdite furono pesanti e per un altro ciò consentì alla cavalleria confederata di ottenere un'apprezzabile conoscenza della disposizione tattica delle forze unioniste. S'impadronì degli incroci stradali più critici che scatenarono la battaglia di Cold Harbor (1º giugno — 12 giugno) e resisté a un certo numero di assalti finché non giunsero rinforzi. Sheridan poi organizzò un'incursione a NO per danneggiare la ferrovia Virginia Central e per collegarsi con l'esercito del mag. gen. David Hunter della Valle dello Shenandoah. Fu però intercettato dalla cavalleria confederata del mag. gen. Wade Hampton e sconfitto nella battaglia di Trevilian Station, fallendo tutti gli obiettivi della sua incursione.
La storia circa il ruolo avuto nella Campagna Terrestre da Sheridan è ampiamente discusso, in parte non esigua a causa della netta vittoria unionista a Yellow Tavern, resa ancor più nitida dalla morte di Jeb Stuart ma offuscata a causa di altre azioni e di altri fatti d'arme. Nel rapporto di Sheridan sulle azioni dei Corpi di cavalleria nella Campagna, discutendo della strategia della cavalleria combattente, egli scrive: "Il risultato fu un costante successo e nella stragrande maggioranza dei casi l'annichilimento totale della cavalleria ribelle. Siamo andati quando e dove volevamo; eravamo sempre all'offensiva, e sempre con successo". Un'opinione diversa è stata espressa nella pubblicazione dello storico Eric J. Wittenberg, che nota che le quattro principali incursioni strategiche (Richmond, Trevilian, Wilson-Kautz e First Deep Bottom) e che dei tredici principali impegni di cavalleria della Campagna, solo Yellow Tavern può essere considerato una vittoria dell'Unione, con le incursioni di Haw's Shop, Trevilian Station, Meadow Bridge, Samaria Church e Wilson-Kautz che in realtà furono sconfitte in cui alcune forze di Sheridan chiaramente evitarono di misura la distruzione.

### Armata dello Shenandoah

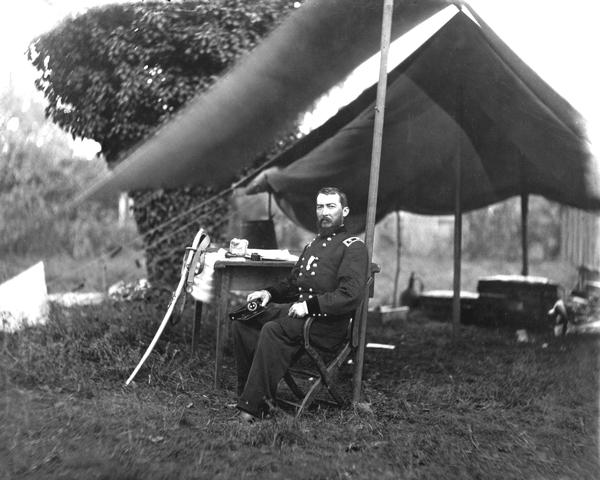
Il gen. Sheridan a metà del 1864

Nel corso della guerra, la Confederazione inviò eserciti dalla Virginia all'interno della Valle dello Shenandoah per invadere il Maryland e la Pennsylvania, minacciando in tal modo Washington. Il ten. gen. Jubal A. Early, seguendo lo stesso disegno nella Campagna della Valle del 1864, e sperando di distrarre Grant dall'Assedio di Petersburg, attaccò le forze unioniste presso Washington ed effettuò numerose incursioni contro città della Pennsylvania. Grant, reagendo all'emozione politica originata dall'invasione, organizzò la "Middle Military Division", le cui truppe combattenti erano note come Armata dello Shenandoah. Grant prese in considerazione vari candidati per il comando, inclusi George Meade, William B. Franklin e David Hunter, con gli ultimi due in veste di comandanti divisionali mentre Sheridan come comandante dell'Armata. Tutte le sue opzioni furono abbandonate sia da Grant sia dal Dipartimento di Guerra e, superando l'obiezione del Segretario di Stato alla Guerra Edwin M. Stanton che Sheridan fosse troppo giovane per un incarico così elevato, Sheridan assunse il comando in entrambi i ruoli di comandante divisionale e dell'Armata ad Harpers Ferry il 7 agosto 1864. La sua missione era non solo quella di sconfiggere l'esercito di Early e di sbarrare la strada dell'invasione da nord, ma d'impedire che la Valle dello Shenandoah rimanesse una regione produttiva sotto un profilo agricolo per la Confederazione.
Grant disse a Sheridan: «Le persone devono essere informate che, quanto più a lungo un esercito permarrà fra di loro, tanto più si dovrà attendere che siano organizzate incursioni e che noi siamo determinati a bloccarle a tutti i costi... Non date tregua al nemico .. Infliggete ogni guasto possibile alle ferrovie e ai raccolti. Portate via ogni genere di approvvigionamento e la gente di colore ( negroes ), così da impedire ogni ulteriore coltivazione. Se la guerra durerà un altro anno, vogliamo che la Valle dello Shenandoah rimanga una plaga desolata».
Sheridan si mise in moto lentamente, avendo bisogno di tempo per organizzare e reagire ai rinforzi che raggiungevano intanto Early; Grant gli ordinò di non lanciare un'offensiva che fosse "uno svantaggio per noi", e nondimeno Grant espresse la propria frustrazione per la mancanza di progresso di Sheridan. I contingenti militari non furono impegnati per oltre un mese, causando costernazione politica nel Nord, dal momento che si approssimavano le elezioni presidenziali. Grant e Sheridan conferirono il 16 settembre a Charles Town e concordarono circa l'entrata in azione di Sheridan entro quattro giorni.
Il 19 settembre Sheridan sconfisse l'assai più piccolo esercito di Early nella Terza Winchester, cui seguì il 22 settembre la vittoria di Fisher's Hill. Appena Early tentò di riorganizzarsi, Sheridan cominciò le operazioni punitive della sua missione, spedendo la sua cavalleria molto più a sud a Waynesboro per impadronirsi o distruggere accantonamenti e rifornimenti, e bruciare granai, mulini, fattorie e ferrovie. Gli uomini di Sheridan assolsero al loro lavoro senza requie e coscienziosamente, rendendo più di 400 miglia² inabitabili. La distruzione presagì la tattica della "terra bruciata" messa in atto da Sherman nella sua micidiale Marcia verso il mare attraverso lo Stato della Georgia — addossando alla popolazione civile l'intero peso d'un esercito che operava in armi nella regione. I residenti della Valle si riferirono al responsabile di queste devastazioni definendolo "L'incendiario". I confederati non rimasero inerti durante questo periodo e gli uomini di Sheridan furono tormentati da incursioni di tipo guerrigliero dei seguaci del colonnello dei commando John S. Mosby.
Sebbene Sheridan partisse dall'assunto che Jubal Early era effettivamente fuori gioco e pensasse di ritirare il suo esercito per congiungersi a Grant a Petersburg, Early ricevette rinforzi e, il 19 ottobre a Cedar Creek, lanciò un attacco di sorpresa ben eseguito mentre Sheridan era lontano dall'esercito unionista, a 16 km circa, a Winchester. Udendo il rombo in lontananza dell'artiglieria, cavalcò decisamente per riprendere il suo comando. Raggiunse il campo di battaglia all'incirca alle 10,30 del mattino e prese a radunare i suoi uomini. Fortunatamente per Sheridan, gli uomini di Early erano troppo occupati per rendersene conto; erano affamati ed esausti e si erano abbandonati al saccheggio degli accampamenti unionisti. Si pensa che le azioni di Sheridan abbiano salvato la situazione quel giorno ma il mag. gen. Horatio G. Wright, comandante del VI Corpo di Sheridan, aveva in realtà già radunato gli uomini e bloccato la loro ritirata. Early fronteggiò la sua più significativa sconfitta, rendendo il suo esercito per lo più incapace di riprendere in futuro l'iniziativa. Sheridan ricevette una lettera personale di ringraziamento da Abraham Lincoln e una promozione a maggior generale dell'esercito regolare (cosa che lo rese l'8 novembre 1864, il quarto generale più elevato in grado dell'Esercito unionista, dopo Grant, Sherman e Meade. Un famoso poema, La cavalcata di Sheridan, fu composto da Thomas Buchanan Read per commemorare il ritorno del generale sul campo di battaglia. Sheridan mostrò la fama che il poema di Read gli aveva procurato, ribattezzando il suo cavallo Rienzi "Winchester", prendendo spunto dal ritornello del poema, "Winchester, twenty miles away." Il poema fu ampiamente usato nella campagna del Partito Repubblicano per le presidenziali e alcuni attribuiscono ad esso una parte non del tutto trascurabile dei meriti per la vittoria di stretto margine con cui Abraham Lincoln ebbe un nuovo mandato dagli elettori.
Sheridan passò i diversi mesi successivi a combattere gli schermagliatori e i guerriglieri confederati. Malgardo Grant continuasse a esortare Sheridan a muoversi verso sud e a tagliare la ferrovia Virginia Central che permetteva il rifornimento di Petersburg, Sheridan mostrò tutta la sua riluttanza ad obbedire. Il VI Corpo di Wright tornò a confluire sotto il comando di Grant in novembre. I restanti uomini di Sheridan, innanzi tutti la cavalleria e l'artiglieria, si mossero infine fuori dai loro quartieri invernali il 27 febbraio 1865 e si diressero verso est. Gli ordini ricevuti dal gen. Grant erano ampiamente discrezionali ed erano quelli di distruggere la Virginia Central Railroad e il Canale del fiume James, di conquistare Lynchburg se possibile e quindi di unirsi a William T. Sherman in Carolina del Nord o di ritornare a Winchester.

### Campagna di Appomattox

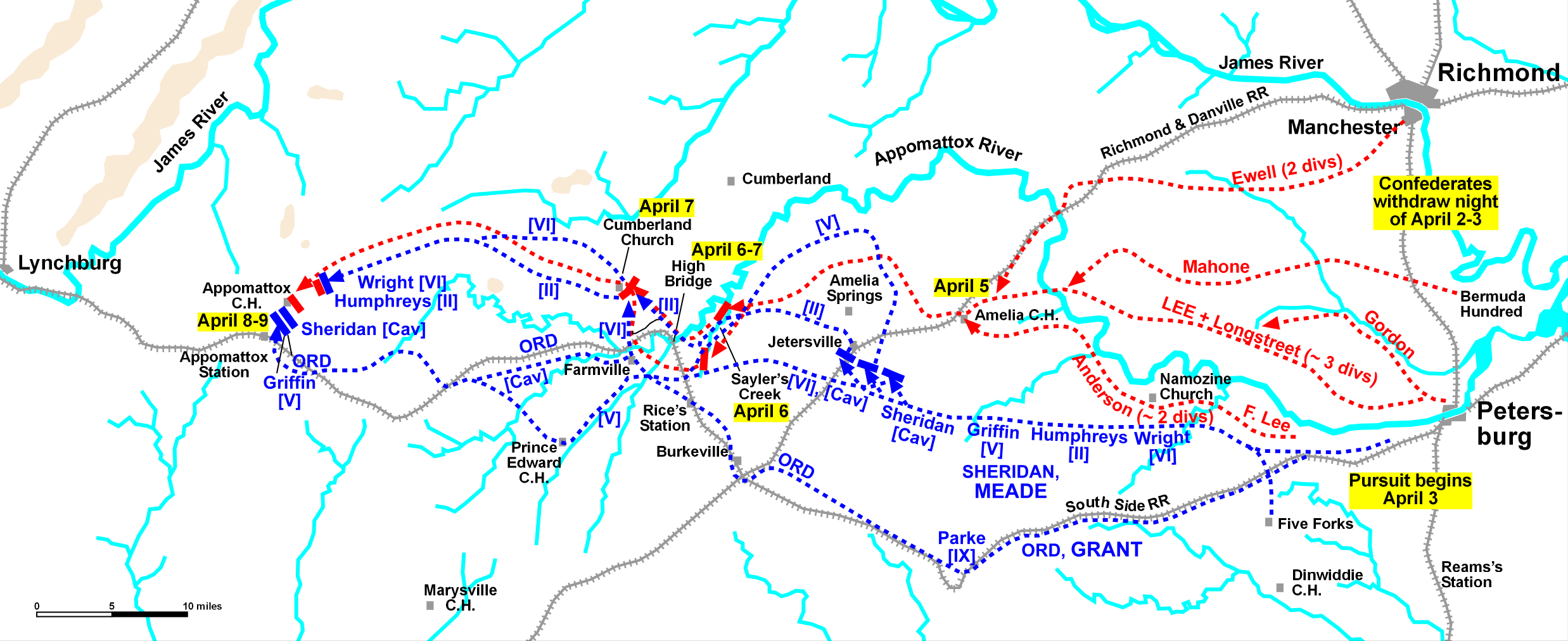
La ritirata di Lee nella Campagna di Appomattox, 3 aprile – 9 aprile 1865.

Sheridan interpretò gli ordini di Grant in modo libero e, invece di dirigersi alla volta della Carolina del Nord nel marzo 1865, si mosse per congiungersi all'Armata del Potomac a Petersburg. Scrisse nelle sue memorie: "Intuendo che la guerra era vicina al suo termine, desideravo essere con la mia cavalleria fino alla morte". Il suo eccellente servizio nel corso della Guerra di secessione fu dimostrato dal suo instancabile tallonamento dell'Armata di Robert E. Lee, che in effetti costituì uno dei momenti maggiormente cruciali della Campagna di Appomattox che Grant stava perseguendo.
Sul cammino di Petersburg, nella battaglia di Waynesboro, il 2 marzo, intrappolò ciò che restava dell'esercito di Early e 1.500 soldati sudisti si arresero. Il 1º aprile, tagliò le linee di rifornimento del gen. Lee a Five Forks, obbligando Lee a evacuare Petersburg. Durante questa battaglia rovinò la carriera militare del mag. gen. Gouverneur K. Warren rimuovendolo dal comando del V Corpo, in circostanze che una corte d'inchiesta più tardi stabilì essere non giustificate.
La condotta aggressiva e ben eseguita di Sheridan nella battaglia di Sayler's Creek il 6 aprile suggellò di fatto il destino dell'esercito di Lee, dal momento che egli riuscì a catturare il 20% degli uomini che gli rimanevano. Il Presidente Lincoln spedì a Grant un telegramma il 7 aprile in cui disse: "Il gen. Sheridan afferma: 'Se si effettueranno pressioni sulla cosa, penso che Lee si arrenderà'. Fate che sulla cosa vi sia pressione". Ad Appomattox Court House, il 9 aprile 1865, Sheridan bloccò la fuga di Lee, forzandolo alla resa l'Armata della Virginia Settentrionale più avanti in quella giornata. Grant riassumerà la performance di Little Phil in quei giorni finali: "Credo che il generale Sheridan non abbia chi sia meglio di lui fra i generali, sia vivo sia morto, e forse neppure qualcuno uguale a lui".

## Ricostruzione
Dopo la resa di Lee e del gen. Joseph E. Johnston in Carolina del Nord, l'unica significativa forza sul terreno restante era in Texas col gen. Edmund Kirby Smith. Grant nominò Sheridan comandante del Distretto Militare del Sud-Ovest il 17 maggio 1865, con l'ordine di sconfiggere Smith senza concedergli requie e riportare il Texas e la Louisiana sotto il controllo dell'Unione. Tuttavia Smith si arrese prima che Sheridan raggiungesse New Orleans. Grant si occupò anche della situazione nel confinante Messico, dove 40.000 soldati francesi sostenevano il regime fantoccio dell'arciduca austriaco Massimiliano I, e dette a Sheridan il permesso di organizzare un'ampia forza d'occupazione in Texas. Sheridan radunò 50.000 uomini su tre corpi, occupò rapidamente le città costiere del Texas, li dispiegò all'interno e cominciò a pattugliare la frontiera col Messico. La presenza delle forze armate unioniste, le pressioni di Washington e la crescente resistenza di Benito Juárez indussero i francesi ad abbandonare le loro pretese sul Messico e Napoleone III ritirò le sue truppe nel 1866. Sheridan più tardi ammise nelle sue memorie di aver spedito armi alle forze di Juárez: ".. [lo abbiamo] rifornito con armi e munizioni, che noi lasciavamo in posti idonei dalla nostra parte del fiume perché cadessero nelle loro mani".
Il 30 luglio 1866, mentre Sheridan era in Texas, una folla sediziosa di uomini bianchi si scatenò nella Convenzione Costituzionale dello Stato a New Orleans. Trentaquattro uomini di colore furono trucidati. Poco dopo essere tornato Sheridan così rassicurò Grant, "Più informazioni ottengo sulla faccenda del 30 luglio in questa città e più questa diventa ributtante. Non è stata una rivolta; è stato un massacro assoluto." Nel marzo 1867, a ricostruzione appena avviata, Sheridan fu nominato governatore militare del V Distretto Militare (Texas e Louisiana). Pose forti limiti alle operazioni di registrazione per esercitare il proprio diritto di elettore ai vecchi Confederati e impose poi che solo gli elettori registrati (compresi gli uomini di colore) potessero essere eletti per operare nelle giurie.
Un'inchiesta circa i mortali moti del 1866 implicò numerosi funzionari locali e Sheridan dimissionò il sindaco di New Orleans, il Procuratore Generale della Louisiana e un giudice distrettuale. Più tardi rimosse il Governatore della Louisiana James M. Wells, accusandolo di essere "un imbroglione politico e un uomo disonesto". Dimise anche il Governatore del Texas James W. Throckmorton, un ex-Confederato, perché costituiva un "impedimento alla ricostruzione dello Stato", sostituendolo com il repubblicano che era stato sconfitto nelle precedenti elezioni. Sheridan era stato in contrasto col Presidente degli USA Andrew Johnson per mesi circa l'interpretazione degli Atti della Ricostruzione Militare Acts e sul problema dei diritti, ed entro un mese dal secondo siluramento, il Presidente rimosse Sheridan, affermando a un offeso gen. Grant che: "Il suo governo, di fatto, è stata un'assoluta tirannia, senza rispetto per i principi del nostro governo e per la natura delle nostre libere istituzioni".
Durante l'amministrazione Grant, mentre Sheridan era assegnato ai suoi compiti nel West, fu inviato in Louisiana in due ulteriori occasioni per affrontare problemi perduranti nel processo di ricostruzione dello Stato. Nel gennaio 1875, truppe federali intervennero nell'Assemblea Legislativa della Louisiana a seguito di tentativi messi in atto da repubblicani e democratici per impadronirsi con mezzi illegali del potere. Sheridan sostenne il politicante Governatore repubblicano William P. Kellogg, vincitore delle contestate elezioni dello Stato del 1872, e dichiarò che tutti gli oppositori del suo regime erano "banditi" che sarebbero stati trascinati davanti a corti militari ed avrebbero perduto il loro diritto all'habeas corpus. L'amministrazione Grant rinunciò a proseguire su quella linea dopo un'enorme protesta pubblica. Un titolo del giornale New York World fu "Tirannia! Uno Stato sovrano assassinato!". Nel 1876, Sheridan fu inviato a New Orleans per assumere il comando delle truppe incaricate di mantenere la pace l'indomani delle contestate elezioni presidenziali del 1876.

## Guerre indiane
Le popolazioni di nativi americani delle Grandi Pianure erano generalmente rimaste pacifiche durante la Guerra di secessione. Nel 1864, il maggiore John Chivington, un ufficiale della milizia del Colorado, attaccò un pacifico villaggio degli Arapaho e dei Cheyenne meridionali a Sand Creek in Colorado, trucidando più di 150 Nativi. Tale attacco innescò un conflitto generale coi nativi. La protezione delle Grandi Pianure cadde sotto la giurisdizione del Dipartimento Militare del Missouri, un'area amministrativa di oltre 1.700.000 km², abbracciante tutti i territori fra il fiume Mississippi e le Montagne Rocciose. Il mag. gen. Winfield S. Hancock fu assegnato al Dipartimento nel 1866, ma condusse malamente la sua campagna, col risultato che i Sioux e Cheyenne condussero incursioni di rappresaglia. I nativi continuarono ad aggredire diligenze postali, a incendiare le stazioni di posta e a ucciderne gli impiegati. Sotto la pressione dei vari Governatori della Grandi Pianure, il generale Grant si rivolse a Phil Sheridan.
Nell'agosto 1867, Grant nominò Sheridan responsabile del Dipartimento Militare del Missouri incaricandolo di pacificare le Grandi Pianure. Le sue truppe, pur incrementate dalle milizie dello Stato, furono sparpagliate eccessivamente per avere qualche effetto reale. Aveva concepito una strategia simile a quella adottata nella Valle dello Shenandoah. Nella Campagna d'inverno del 1868–69 attaccò le tribù dei Cheyenne, dei Kiowa e dei Comanche nelle loro sedi invernali, tagliando loro rifornimenti e bestiame e uccidendo chiunque avesse resistito, conducendo i sopravvissuti indietro nelle loro riserve. Questa strategia proseguì finché i Nativi onorarono i Trattati che erano stati costretti a sottoscrivere. Il Dipartimento di Sheridan portò a compimento anche la Red River War, la Ute War e la Black Hills War, che provocarono la morte del suo fido subordinato, il ten. col. George Armstrong Custer. Le incursioni dei nativi proseguirono negli anni settanta del XIX secolo e finirono ai primi degli anni Ottanta, allorché Sheridan divenne il Comandante generale dell'esercito statunitense.

## Altri incarichi
Sheridan fu promosso Tenente Generale il 4 marzo 1869. Nel 1870, il Presidente Grant, su richiesta di Sheridan, lo inviò come osservatore per ottenere un rapporto sulla guerra franco-prussiana. In qualità di ospite del re di Prussia, egli era presente quando Napoleone III si arrese ai Tedeschi, e l'imperatore francese ricevette da Sheridan il racconto della sua esperienza con i Francesi in Messico. Più tardi girò gran parte dell'Europa e tornò negli USA per presentare il suo rapporto a Grant in cui affermava che, sebbene i Prussiani fossero "ottimi coraggiosi camerati [che] erano entrati in ogni battaglia al fine di cogliere la vittoria, .. non c'è nulla che da essi possiamo professionalmente imparare". Criticò il loro modo di cavalcare e paragonò le loro abitudini al modo in cui Meade aveva tentato di dirigerlo.
Nel 1871, Sheridan era presente a Chicago durante il Grande incendio di Chicago e coordinò i soccorsi militari. Il sindaco, per calmare gli animi, pose la città sotto la legge marziale, ed emise un proclama affidandone l'incarico a Sheridan. Visto che non ci furono grandi problemi, la legge marziale fu abolita in pochi giorni. Sebbene la residenza personale di Sheridan fosse risparmiata dal fuoco, tutte le sue carte professionali e personali furono distrutte.
Sheridan operò come comandante in capo dell'organizzazione dei veterani, la Ordine Militare della Legione Leale degli Stati Uniti (MOLLUS) dal 1886 al 1888.
Il 1º novembre 1883, a Sheridan succedette come Comandante Generale William T. Sherman e tenne quella posizione fino a poco prima di morire. Fu promosso il 1º giugno 1888, poco prima della morte, al rango di Comandante Generale dell'esercito regolare (il rango era quello di "Comandante Generale dell'Esercito degli Stati Uniti", definito con atto del Congresso il 1º giugno 1888: lo stesso precedentemente raggiunto da Grant e Sherman (equivalente a quello di generale a quattro stellette, O-10, nel moderno esercito statunitense).

## Yellowstone
La protezione dell'area di Yellowstone fu la personale "crociata" di Sheridan. Egli autorizzò il ten. Gustavus Doane a scortare la Spedizione Washburn nel 1870 e il cap. John W. Barlow a scortare la Spedizione Hayden nel 1871. Due anni dopo pianificò una grande missione esplorativa nella regione di Yellowstone, spedizione guidata da David S. Stanley che aveva anche il compito di supporto agli uomini che stavano lavorando alla costruzione della ferrovia Northern Pacific. Ai primi del 1875, Sheridan promosse il controllo militare dell'area per prevenire la distruzione delle formazioni naturali e della fauna.
Nel 1882, il Dipartimento degli Interni assicurò alla Compagnia per il miglioramento del Parco Yellowstone di valorizzare 4.000 acri (16 km²) del parco. Il suo piano era quello di costruire una ferrovia nel parco e concedere terreno ai "valorizzatori". Sheridan personalmente organizzò l'opposizione a siffatto piano e condusse un'attività di convincimento nei confronti dei Congressisti di Washington per la protezione del Parco; compresa la sua espansione, il controllo militare, la riduzione dell'impatto umano a un'area di 10 acri (40.000 m²) e la proibizione di locare attrezzature di richiamo presso il Parco. In aggiunta, organizzò una spedizione nel Parco per il Presidente Chester A. Arthur e altri uomini influenti. La sua attività di lobbying subito fu pagante. Una clausola fu aggiunta al Sundry Civil Bill del 1883, concedente a Sheridan e ai suoi sostenitori pressoché tutto ciò che essi richiedevano. Nel 1886, dopo una serie di inefficaci e spesso criminali sovrintendenti, Sheridan ordinò al 1º Cavalleria degli Stati Uniti di occuparsi del Parco. I militari restarono in esso fino a che il National Park Service subentrò loro nel 1916.

## Vita personale

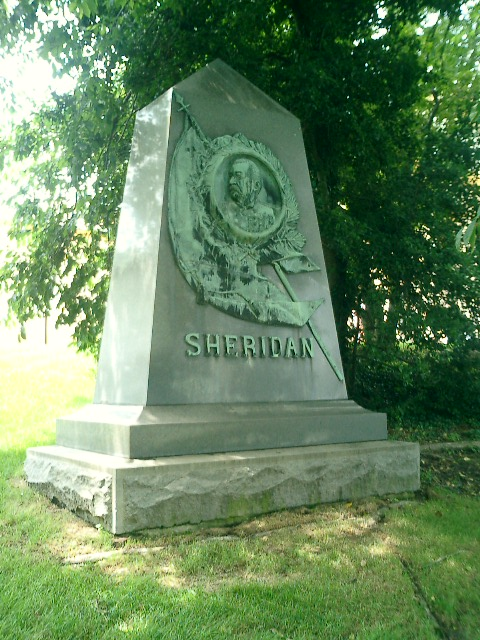
Lapide di Sheridan nel Cimitero Nazionale di Arlington, Va, (USA)

Il 3 giugno 1875, Sheridan sposò Irene Rucker, figlia del Quartiermastro Generale dell'Esercito, Daniel H. Rucker. Aveva 22 anni e lui 44. Ebbero quattro figli: Mary, nata nel 1876; due gemelle, Irene and Louise, nate nel 1877 e and Philip, Jr., venuto alla luce nel 1880. Dopo le nozze, Sheridan e sua moglie si trasferirono a Washington, D.C. Vissero in una casa offerta loro dai cittadini di Chicago, grati per la protezione garantita da Sheridan alla città dopo il Grande Incendio nel 1871.
Philip Sheridan soffrì una serie di gravi attacchi cardiaci due mesi dopo aver spedito al suo editore le sue memorie. Sebbene avesse solo 57 anni, la vita dura e l'essere stato in campagna in pesanti situazioni, oltre all'amore per il buon cibo e le buone bevande pretesero il loro pedaggio. Magro in gioventù, egli era giunto a pesare più di 200 libbre (90 e più kg). Dopo il suo primo attacco di cuore, il Congresso USA rapidamente approvò la misura che lo promuoveva generale ed egli ricevette la notizia da una delegazione congressuale con gioia, malgrado la sua sofferenza. La sua famiglia lo allontanò dalle calure di Washington ed egli morì nel suo cottage di villeggiatura a Nonquitt, contea di Bristol, Massachusetts. Il suo corpo fu riportato a Washington e fu sepolto nel Cimitero Nazionale di Arlington. Sua moglie Irene non si risposò più, dicendo: "Preferisco essere la vedova di Phil Sheridan piuttosto che la moglie di qualsiasi uomo vivente".
Philip Sheridan, Jr., seguendo le orme paterne si diplomò tra gli ultimi della sua classe del 1902 a West Point. Servì come tenente di cavalleria, aiutante militare del Presidente Theodore Roosevelt e a Washington nello Stato Maggiore. Fu anche colpito da un attacco di cuore all'età di 37 anni, nel 1918.

## Ad memoriam
La General Philip Sheridan.
Il carro armato M551 Sheridan fu così chiamato in onore del Generale Sheridan.
Il monte Sheridan, nel Parco Nazionale di Yellowstone fu chiamato in tal modo dal cap. John W. Barlow nel 1871.
Sheridan apparve sulle banconote da 10 dollari statunitensi stampate nel 1890 e 1891. Il suo busto ricomparve in seguito sui Silver Certificate da 5 $ nel 1896. Queste rare banconote sono molto richieste dai collezionisti al giorno d'oggi.
La contea Sheridan nel Montana, la contea Sheridan nel Wyoming e la contea Sheridan nel Kansas, sono così denominate in suo onore, come le città di Sheridan, Wyoming, Sheridan, Arkansas e Sheridan, Oregon.
Sheridan Square nel West Village di New York è chiamata in suo ricordo e la statua del generale è collocata presso Christopher Street Park. Anche lo Sheridan Circle di Washington, D.C. è così chiamato in suo ricordo.
La sola statua equestre di Sheridan in Ohio è posta al centro della rotonda stradale sulla US Route 22 a Somerset, Ohio, non lontano dalla casa in cui Sheridan crebbe.
Nella II guerra mondiale la nave (tipo Liberty) SS Philip H. Sheridan ebbe in suo onore tale nome.

## Una frase famigerata
A Sheridan è stata spesso attribuita la frase: «I soli indiani buoni che ho visto erano morti» divenuta poi «Il solo indiano buono che conosco è l'indiano morto» ma Sheridan negò di aver mai pronunciato una simile frase, che invece fu pronunciata all'inizio del 1869 in una seduta del Congresso dal deputato James M. Cavanaugh in questi termini:«Io non ho mai visto in vita mia un indiano buono…tranne quando ho visto un indiano morto».

## Neimediapopolari
Philip Sheridan è stato interpretato in vari film di Hollywood e della televisione:
- Wide Open Spaces (Wide Open Spaces) (cortometraggio del 1924), di George Jeske, interpretato dall'attore Billy Engle.
- L'incendio di Chicago (In Old Chicago) (1937), interpretato dall'attore Sidney Blackmer.
- I pascoli dell'odio (Santa Fe Trail) (1940), di Michael Curtiz, interpretato dall'attore David Bruce.
- La storia del generale Custer  (They Died with Their Boots On) (1941), di Raoul Walsh, interpretato dall'attore John Litel
- Rio Bravo (Rio Grande) (1950) di John Ford, interpretato dall'attore J. Carrol Naish[52]
- Custer eroe del West (Custer of the West) (1968) di Robert Siodmak, interpretato dall'attore Lawrence Tierney
- Son of the Morning Star (1991) (film per la TV), interpretato dall'attore Dean Stockwell.

Nella serie TV Babylon 5, il personaggio di fantasia del cap. John Sheridan (interpretato da Bruce Boxleitner) si dice sia direttamente connesso a Philip Sheridan.